# 汐留ビルディング
汐留ビルディング（しおどめビルディング）は、東京都港区海岸にあるオフィスと商業からなる複合ビルである。
汐留地区にある東京汐留ビルディング（港区東新橋1-9-1）などと名称が類似しているが全く別の建物であり、なおかつ大きく離れているので注意を要する。

## 概要
開発資金をノンリコースローンとエクイティ出資（東急不動産、三菱地所、三井物産、平和不動産）により調達する開発型証券化手法を活用し、東急不動産と三菱地所がプロジェクトマネジメント業務を協同で受託して開発を進めたビルである。ジャパンリアルエステイト投資法人が2008年以降準共有持分10%を取得し、その後複数回追加取得し、2017年以降は55%を保有している。
巨大再開発地区「汐留シオサイト」としては最後の大型物件であり、シオサイトの中心部である汐留駅から大きく離れ、浜松町駅前に位置しシオサイトの南の玄関口にあたる。近隣には汐留芝離宮ビルディング、文化放送本社屋（文化放送メディアプラス）、JR東日本アートセンター自由劇場などがある。
シオサイト地区は、歩行者専用のペデストリアン・デッキで繋がっており、隣接の汐留芝離宮ビルからのデッキを迎える位置にブリッジを架け、2階レベルで建物共用のエントランスにアプローチする。
1階と2階には「浜松町近くの新たなグルメスポット」をテーマに「ハマサイト・グルメ」という飲食物販サービス街を設け、4階から24階をオフィスフロアとし、幅100m、奥行き25m、1フロアの有効面積が約3500㎡の無柱空間が広がる。
敷地の半分に及ぶ空地には、植込みや高木のみならず壁面緑化や透水性舗装を多用し、水景施設や屋上緑化を併用することで、更なる環境負荷の低減を目指した。デザインとしては、「出会いを生み出す」ことを主眼とし、緑道や緑の回廊、庭園の道をテーマに求心性のあるプランニングをちりばめ、緑豊かで潤いのある風景を創出した。

## 主なテナント
- TOTO東京汐留事業所
- プロネクサス本社
- ロート製薬東京支社
- LTTバイオファーマ本社
- システナ本社
- 扶桑社・育鵬社
- 小松製作所本社（コマツビル建替工事により2024年1月 - 2026年12月まで入居[8]）

## アクセス
- JR「浜松町駅」北口・都営浅草線「大門駅」B1出口より徒歩3分